# Миколаївські катакомби
Миколаївські катакомби — мережа підземних ходів та лабіринтів під Миколаєвом.

## Походження
Існує безліч різних версій, щодо походження миколаївських катакомб, причому вони не виключають одна одну.
Перша версія полягає в тому, що всі багатокілометрові тунелі, що проходять під містом, походять від недобудованого водопроводу I-ї чверті XIX століття. Однак водопровід становить лише невелику частину від всієї системи тунелів, зображених на карті Олександра Алексєєва.
Друга версія приписує будівництво катакомб туркам, у зв'язку із тим що в тунелях були знайдені ятагани.
Третя версія полягає в тому, що при будівництві Миколаєва було потрібно багато каменю. Його добували неподалік від забудовуваної частини міста — в межах Миколаївського півострова. Одночасно з каменем добувалося і вапно, причому переважно з боку берегових обривів Бузького лиману, також в межах міста. Завдяки цьому утворювались глибокі та розгалужені катакомби, які, внаслідок природного розширення міста опинилися під його будинками.

## Історія дослідження
В 1920-х роках були проведені дослідження підвалів з прилеглими до них ділянками тунелів.
1954 року геодезист Матвєєв пише у своїй доповідній в міське управління архітектури про тунель в бік Херсона. Він пройшов по ньому 2 кілометри, по коліно у воді, і повернувся назад, не ризикнувши продовжити шлях.
1956 року військовим флотом була організована велика експедиція під керівництвом інженера Олександра Васильовича Алексєєва. Були досліджені підземні споруди. Не враховуючи карти тунелів та доповіді Алексєєва 1960 року, ніяких матеріалів по цій експедиції не збереглося.
1992 року рішенням Миколаївського міськвиконкому була створена науково-пошукова експедиція по обстеженню підземних споруд на базі клубу підводного пошуку «Садко». До цього часу багато тунелів були зруйновані, і продовження досліджень стало неможливим.

## Сучасний стан
За даними Миколаївського краєзнавчого музею катакомби мають два-три, а, можливо, і більше ярусів. Деякі ходи знаходяться на глибині 3-4 метрів, інші — на 8 і 20 метрів від рівня земної поверхні. Підземелля викладені пиляним вапняком, мають стелі аркової форми, а самі катакомби мали частково господарське призначення. Це — з'єднані між собою підвали старих будинків. Ці підвали зараз затоплені каналізаційними стоками, стіни підмиваються і загрожують обвалами. З деяких підвалів є підземні тунелі, що ведуть у різні частини міста. Про довжину таких катакомб можна лише здогадуватися, але є підстави припускати, що вони тягнуться на один-два та навіть більше кілометрів. Один з таких ходів, за деякими відомостями, починається в центрі міста, а закінчується в Широкій Балці.